# 원길로
원길로(Wongil-ro)는 인천광역시 부평구 산곡동과 청천동을 잇는 인천광역시도로, 총 연장은 469m이다. 또한 도로명이 유래된 것은 원적로와 길주로를 잇는 도로로, 한 글자씩 따와서 인용하여 명명되었다.

## 역사
- 2009년 10월 19일 : 도로명으로 원길로를 고시

## 주요 경유지
- 부평구
  - 산곡동 - 청천동

## 접촉하는 도로
- 원적로
- 길주로

## 주변 건물 및 시설
- 이레빌딩 (원길로 5/산곡동 412-15)
- 대진아파트 (원길로 12/청천동 236)
- 승진빌딩 (원길로 17/청천동 234-3)
- 청천도서관 (원길로 23/청천동 200-59)
- 중앙프라자 (원길로 34/청천동 259-3)
- 금호아파트 (원길로 37/청천동 200-58)